# Acrocercops scandalota
Acrocercops scandalota är en fjärilsart som beskrevs av Edward Meyrick 1914. Acrocercops scandalota ingår i släktet Acrocercops och familjen styltmalar. Inga underarter finns listade i Catalogue of Life.